# Melanippo (figlio di Priamo)
Melanippo (in greco antico: Μελάνιππος) era un personaggio della mitologia greca.